# سارا پاسکو
سارا پاسکو (انگلیسی: Sara Pascoe؛ زادهٔ ۲۲ مهٔ ۱۹۸۱) کمدین، و فیلم‌نامه‌نویس اهل بریتانیا است.